# Graphe de Folkman
Le graphe de Folkman est, en théorie des graphes, un graphe 4-régulier possédant 20 sommets et 40 arêtes.

## Propriétés

### Propriétés générales
Le diamètre du graphe de Folkman, l'excentricité maximale de ses sommets, est 4, son rayon, l'excentricité minimale de ses sommets, est 3 et sa maille, la longueur de son plus court cycle, est 4. Il s'agit d'un graphe 4-sommet-connexe et d'un graphe 4-arête-connexe, c'est-à-dire qu'il est connexe et que pour le rendre déconnecté il faut le priver au minimum de 4 sommets ou de 4 arêtes.

### Coloration
Le nombre chromatique du graphe de Folkman est 2. C'est-à-dire qu'il est possible de le colorer avec 2 couleurs de telle façon que deux sommets reliés par une arête soient toujours de couleurs différentes. Ce nombre est minimal.
L'indice chromatique du graphe de Folkman est 4. Il existe donc une 4-coloration des arêtes du graphe telle que deux arêtes incidentes à un même sommet soient toujours de couleurs différentes. Ce nombre est minimal.

### Propriétés algébriques
Le groupe d'automorphismes du graphe de Folkman a agi transitivement sur l'ensemble de ses arêtes du graphe, faisant de lui un graphe arête-transitif, c'est-à-dire un graphe dont toutes les arêtes jouent exactement le même rôle. Cependant il n'agit pas transitivement sur l'ensemble de ses sommets. Le graphe de Folkman étant régulier, il est un exemple de graphe semi-symétrique : un graphe régulier arête-transitif mais pas sommet-transitif. C'est le plus petit graphe vérifiant cette propriété.
Le polynôme caractéristique  de la matrice d'incidence du graphe de Folkman est : {\displaystyle (x-4)x^{10}(x+4)(x^{2}-6)^{4}}.